# Alex Wilkinson
Alex Wilkinson (Sydney, 13 de agosto de 1984), é um futebolista Australiano que atua como zagueiro. Atualmente, joga pelo Sydney FC.

## Carreira
Wilkinson integrou o elenco da Seleção Australiana de Futebol, campeão da Copa da Ásia de 2015.

## Títulos

### Central Coast Mariners
- A-League: 2007–08, 2011–12

### Jeonbuk Hyundai Motors
- K League Classic: 2014

### Austrália
- Copa da Ásia: 2015
- Campeonato da OFC Sub-17: 2001
- Campeonato da OFC Sub-20: 2002

### Individual
- K League Best XI: 2014